# شيمون مزراحي
شيمون مزراحي (بالعبرية: שמעון מזרחי‏) هو وكيل نيابة ومحامي إسرائيلي، ولد في 16 أكتوبر 1939 في تل أبيب في إسرائيل.

## روابط خارجية
- شيمون مزراحي على موقع أوليمبيديا (الإنجليزية)